# ひばり仁義
「ひばり仁義」（ひばりじんぎ）は、美空ひばりのシングル。1972年1月10日に日本コロムビアから発売された。

## 解説
- A面「ひばり仁義」はイントロからひばりのキレの良い口上で始まり、出生地である横浜などを演歌調のメロディに乗せて歌っている[2]。

- B面『この道を行く』は芸能生活25周年記念曲で、1971年の『第22回NHK紅白歌合戦』では9年連続トリを務めた際に先行歌唱された。

## 収録曲
両曲共 作詞：石本美由起／作曲・編曲：市川昭介
1. ひばり仁義
2. この道を行く

## アルバム「美空ひばり ある女の詩」（1972年12月25日発売）
1. ある女の詩
2. 鏡
3. ふるさとの駅
4. あの子の手紙
5. ある母に送る手紙〜青葉の笛（文部省唱歌）入り〜
6. 母
7. 思い出の鞄
8. 急行青森行き
9. 旅人
10. 新しい笛
11. ひばり仁義
12. 浪曲渡り鳥